# Dead Man Ray
Dead Man Ray est un groupe de rock belge originaire de Berchem près d'Anvers. 

## Historique
Parmi ses membres : Daan Stuyven et Rudy Trouvé (dEUS, Kiss My Jazz). Leur premier album Berchem est sorti en 1998 et contient le simple Chemical and Beegee. En 1999 Dead Man Ray  a contribué à la  nouvelle bande originale du film At the Drop of A Head (alias Pub with No Beer) qui met en scène le chanteur-compositeur Bobbejaan Schoepen.
Leur tournée avec ce film s'est jouée à guichets fermés en Belgique et aux Pays-Bas. 
Le deuxième album Trap est sorti en 2000 et contient quelques-unes des chansons de ce projet.
L'album Cago a été enregistré en 2002 à Chicago et produit par Steve Albini (qui avait travaillé avec Nirvana).

## Discographie
- Berchem (1998)
- Trap (2000)
- Marginal (2001)
- Cago (2002, production: Steve Albini)
- Over (Avril 2019)